# Neerlandezi
Neerlandezii (sau Olandezi) sunt grupul etnic dominant din Țările de Jos. Aceștia vorbesc limba neerlandeză.
Neerlandezi sau descendenți ai acestora trăiesc, de asemenea, întreaga lume, în special în Surinam, Canada, Australia, Africa de Sud, Noua Zeelandă și Statele Unite.
Arta și cultura din Țările de Jos cuprind diverse forme de muzică, dans, stiluri arhitecturale și îmbrăcăminte, dintre care unele sunt renumite la nivel mondial. Pe plan internațional, pictori neerlandezi precum Rembrandt, Vermeer și Van Gogh sunt foarte apreciați.
Religia predominantă a neerlandezilor este creștinismul (atât catolic, cât și protestant), deși în prezent majoritatea nu mai sunt religioși, mulți declarându-se atei sau agnostici.